# Enzo Bandelloni
Enzo Bandelloni (Bagnoregio, 28 luglio 1929 – Leonessa, 16 dicembre 1978) è stato un ingegnere italiano.

## Biografia
Frequenta il liceo classico a Taranto e nel 1947 si iscrive alla facoltà di Ingegneria dell'Università di Bari per poi spostarsi due anni più tardi presso l'Università di Padova, a seguito del trasferimento nella città veneta del padre, maggiore dei carabinieri. Si laurea nel 1955 con la tesi "Centro di produzione programmi TV per la città di Napoli", di cui è relatore Virgilio Vallot. Per tutti gli anni Cinquanta è attivo all'interno dell'Università di Padova, prima come assistente e in seguito come docente.
Dal 1956 è iscritto all'albo degli Ingegneri. Nell'ambiente padovano hanno luogo gli incontri scientificamente più influenti, con Augusto Cavallari-Murat, Gino Levi Montalcini e Pierluigi Giordani.
Oltre agli studi di acustica, ai quali si dedica fino alla fine degli anni Cinquanta, Bandelloni produce e pubblica scritti di carattere storico su Pietro Lombardo, sulla Loggia del Consiglio di Padova e sul tessuto urbanistico della città patavina. Studia i materiali lapidei e i centri storici in occasione dell'incarico per alcuni piani regolatori. Fra le opere di progettista più rilevanti si contano la casa Tagliapietra al Lido di Jesolo (1957), la casa plurifamiliare in via Crescini a Padova (1957), il quartiere INA-Casa a Este (PD, 1957) nel gruppo rappresentato da Virgilio Vallot, la casa Mion a Ponte di Brenta (1957), il quartiere IACP a Padova (1958), le officine Citroën a Padova (1962), il concorso per il Piano intercomunale di Bassano del Grappa (1964, primo tra i segnalati), il padiglione per le malattie infettive a Padova (1964) e il progetto di concorso per il quartiere ISES a Secondigliano (1965, segnalato).
Muore in un incidente aereo a Leonessa (Rieti) il 16 dicembre 1978, mentre è diretto ad Algeri con alcuni colleghi allo scopo di progettare la città universitaria di Tiaret..

## Archivio
L'archivio Bandelloni fu ceduto dagli eredi all'Università IUAV Istituto Universitario di Architettura di Venezia, Archivio Progetti, dove è attualmente conservato. La documentazione consiste di circa 30 scatole di varia misura contenenti fascicoli, buste e pubblicazioni, e di 2 grandi scatoloni contenenti tubi di materiale grafico.